# Emili Miquel Abellà
Emili Miquel Abellà (Barberà de la Conca, Conca de Barberà, 1919 - São Paulo, Brasil, 2000) va ésser pintor, defensor dels drets humans i ecologista. De jove, l'any 1943 fundà, amb dos o tres companys, a Barberà de la Conca la revista quinzenal mecanoscrita i mural "Luz" que durà un any (27 núms). Ben aviat marxà a Barcelona on continuà escrivint i aprenent tipografia. Vers el 1950 emigrà a Córdoba (Argentina) des d'on el 1964 passà a Sao Paulo (Brasil) on fixà la seva residència. En aquesta ciutat, a més de practicar i exposar la seva pintura, defensà activament els drets dels indis (sobretot dels meninos da rua), denuncià la desforestació de l'Amazònia i la contaminació ambiental de la ciutat.
L'any 1974 fundà el Movimento Arte e Pensamento Ecológico; el 1995, amb 76 anys la "Câmara Municipal de Sâo Paulo" (Ajuntament) l'homenatjà nomenant-lo "Ciudadano Paulistano" (Fill Adoptiu). Ja mort, l'any 2005, li fou dedicada una plaça de la ciutat que l'adoptà (Praça Emilio Miguel Abellá). El 2010 se'l tornava a homenatjar amb l'aprovació per part de la Comissão de Constituição, Justiça e Redação d'un projecte de Llei (492/2010) per a la creació del "Museu do Meio Ambiente Emílio Miguel Abellá".

## Enllaços externs

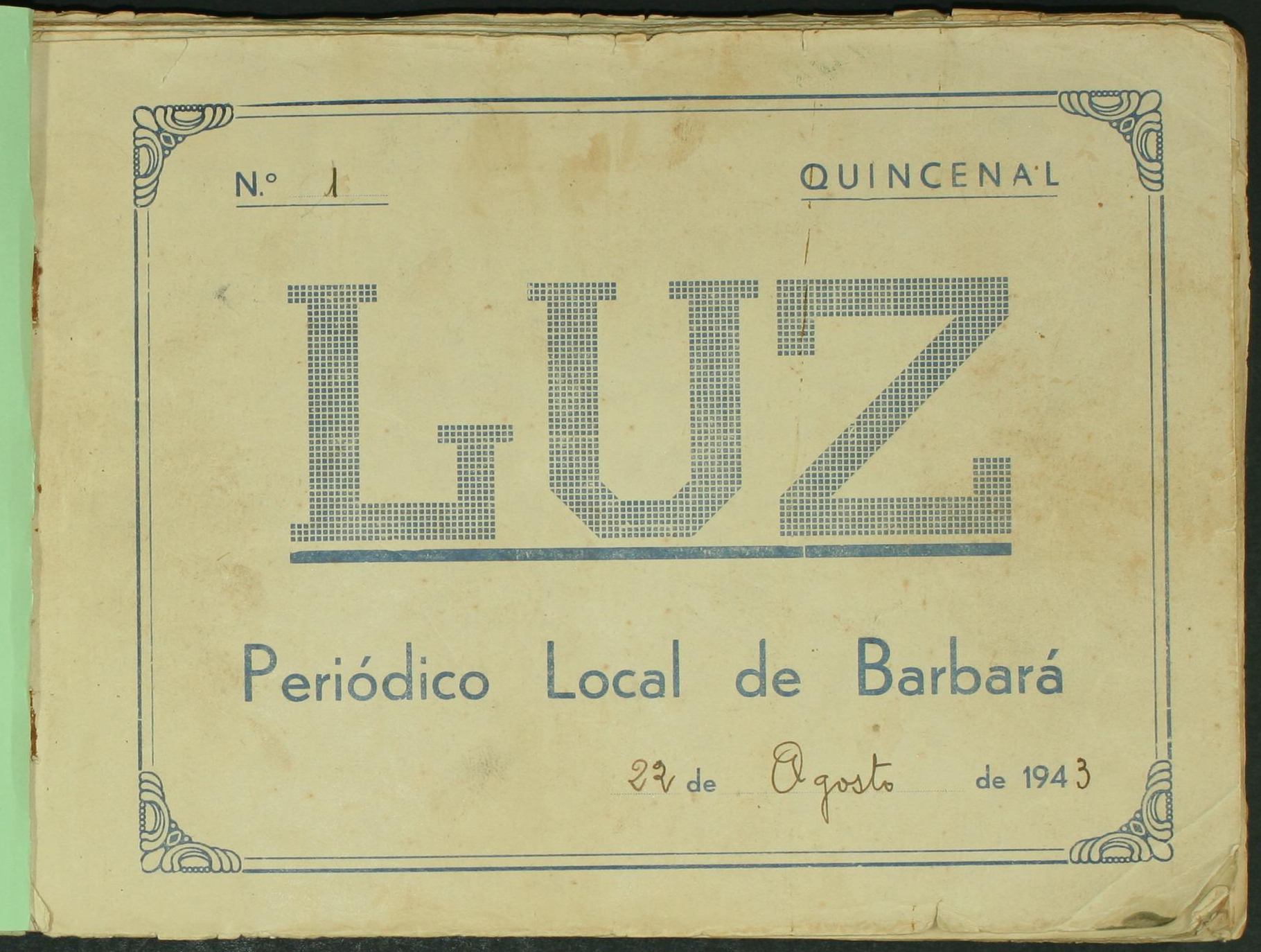
Barberà, 1943. Portada del primer núm. de la revista LUZ.(Col·lecció de Joan Casamitjana Fabregat)

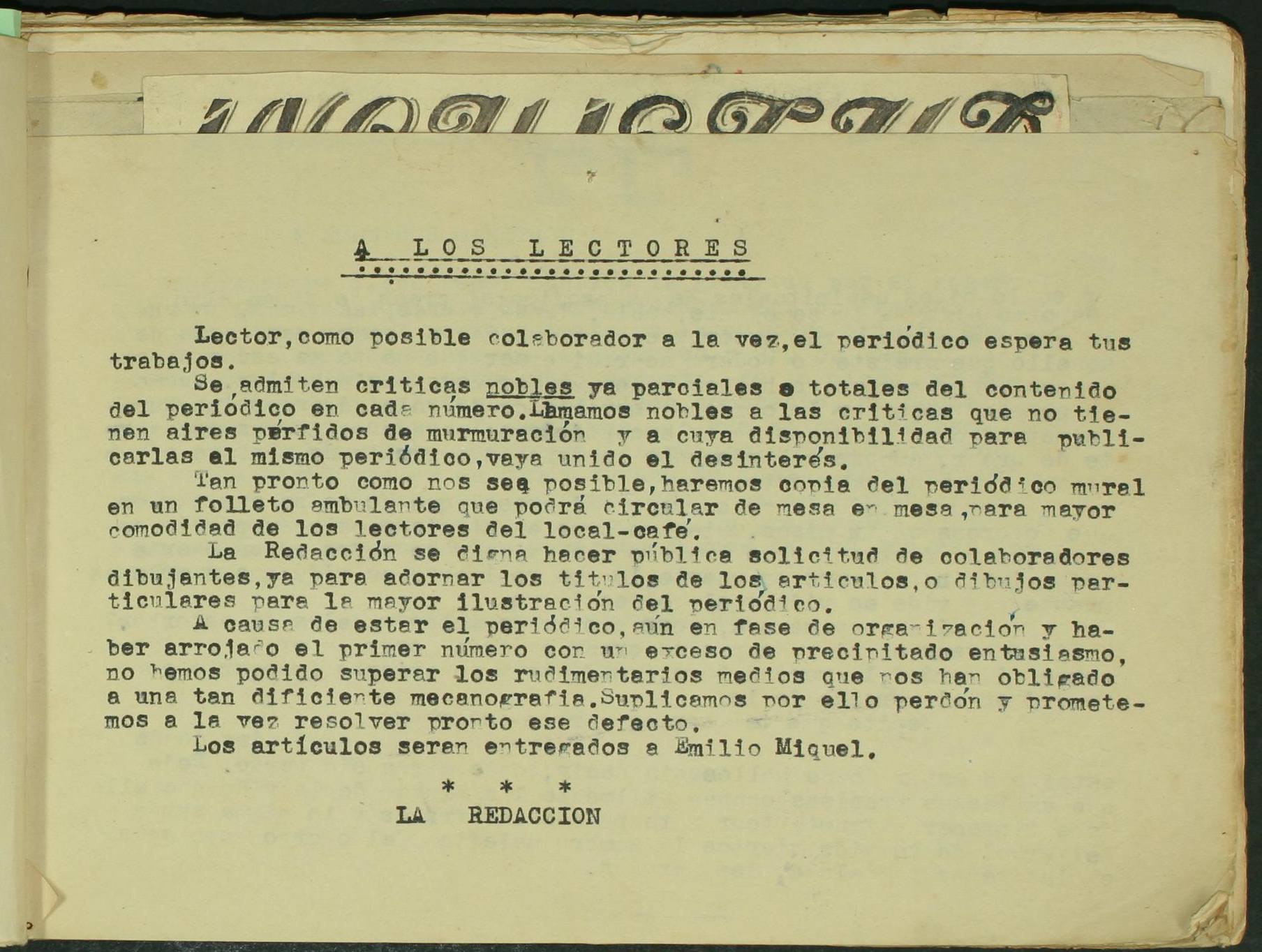
Barberà, 1943. Primera pàgina de la revista LUZ.(Col·lecció de Joan Casamitjana Fabregat)